# Gravkapell

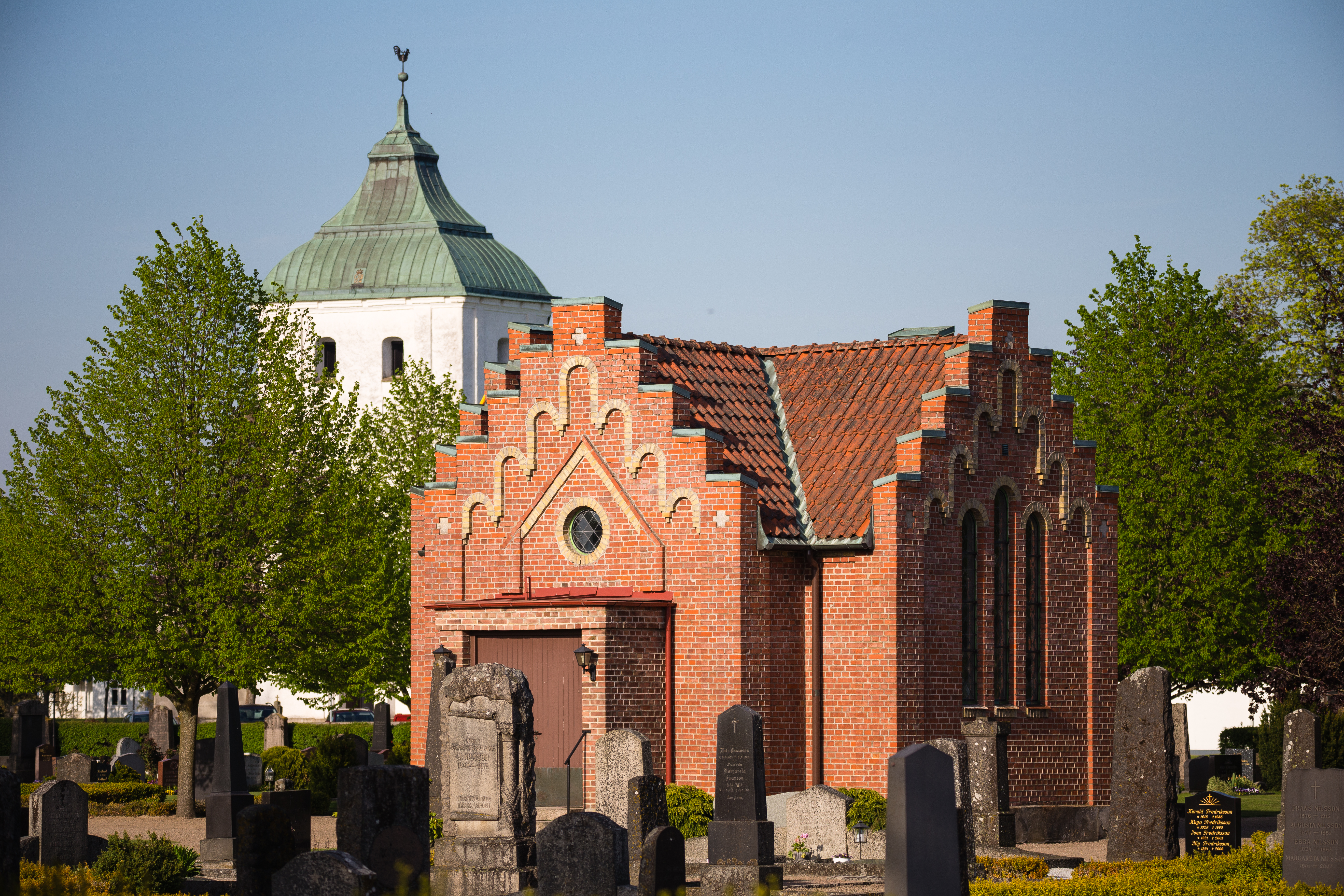
Gravkapell i Vinslöv, med församlingskyrkan i bakgrunden.

Gravkapell är en fristående gravbyggnad eller ett kapell för bisättning eller jordfästning, vanligen på en kyrkogård eller annan begravningsplats.